# 마티 그랩스타인

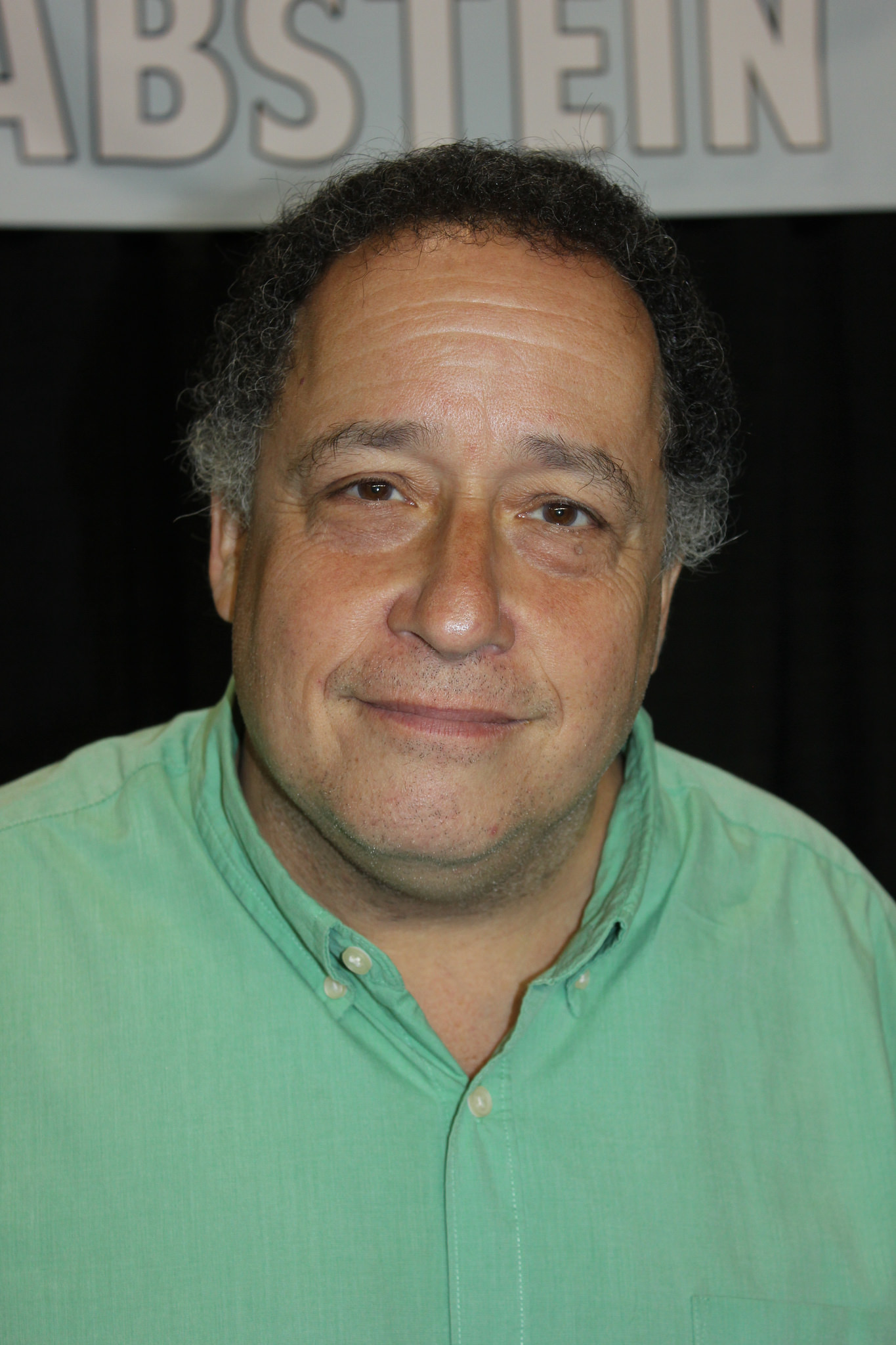

마티 그랩스타인(Marty Grabstein, 1954년 11월 28일 ~ )은 미국의 배우, 텔레비전 배우, 성우이다.
애스토리아에서 태어났다.

## 영화
- 5C호 아파트 (2002년)
- 법과 질서 (1990년)